# Tour de Suisse 2024
La 87e édition du Tour de Suisse a lieu du 9 au 16 juin 2024. La course cycliste se déroule au Liechtenstein et en Suisse entre Vaduz et Villars-sur-Ollon sur un format de huit étapes. L'épreuve fait partie du calendrier UCI World Tour 2024 en catégorie 1.UWT.

## Présentation

### Parcours
Les coureurs parcourent 948,7 kilomètres et près de 19 000 mètres de dénivelé positif. Alors que la plupart des dénivelés se concentrent sur les cinq dernières étapes, les rouleurs et sprinteurs ont la possibilité de se mettre en évidence en début d’épreuve. Les première et dernière étapes se déroulent en contre-la-montre individuel, le premier court et plat au Liechtenstein, le second sur un parcours plus long et en côte autour de Villars-sur-Ollon.

### Équipes
Le Tour de Suisse figurant au calendrier de l'UCI World Tour, les dix-huit WorldTeams y participent. Quatre ProTeams et une équipe nationale sont invitées. Vingt-trois équipes de sept coureurs participent ainsi à ce Tour de Suisse :
| WorldTeams (18)- Alpecin-Deceuninck - Arkéa-B&B Hotels - Astana Qazaqstan Team - Bahrain Victorious - Bora-Hansgrohe - Cofidis - Decathlon-AG2R La Mondiale - EF Education-EasyPost - Groupama-FDJ - Ineos Grenadiers - Intermarché-Wanty - Lidl-Trek - Movistar Team - Soudal Quick-Step - Team dsm-firmenich PostNL - Team Jayco AlUla - Team Visma \| Lease a Bike - UAE Team Emirates ProTeams (5)- Israel-Premier Tech - Lotto Dstny - Q36.5 Pro Cycling Team - Tudor Pro Cycling Team - Corratec-Vini Fantini Équipe nationale- Suisse |
| |

### Favoris
En l'absence des Pogačar, Vingegaard et Roglič, les favoris pour la victoire finale sont nombreux. Le tenant du titre et champion du Danemark Mattias Skjelmose (Lidl-Trek) en fait partie ainsi que le Britannique Adam Yates et le Portugais João Almeida (UAE Emirates), le Néerlandais Wilco Kelderman et le Belge Cian Uijtdebroeks (Visma Lease a Bike), l'Équatorien vainqueur en 2021 Richard Carapaz (EF Education), l'Autrichien Felix Gall (Decathlon AG2R), l'Espagnol Enric Mas et le Colombien Nairo Quintana (Movistar), le Français Lenny Martinez (Groupama FDJ), le Britannique Tom Pidcock et le Colombien vainqueur en 2019 Egan Bernal (Ineos Grenadiers). En plus de Bernal, Carapaz et Skjelmose, un quatrième ancien vainqueur est au départ : le Portugais Rui Costa (EF Education), trois fois victorieux en 2012, 2013 et 2014.

## Étapes
| Étape     | Date    | Villes étapes                         | type                        | Distance (km) | Dénivelé (m) | Vainqueur d'étape | Leader du classement général |
| --------- | ------- | ------------------------------------- | --------------------------- | ------------- | ------------ | ----------------- | ---------------------------- |
| 1re étape | 9 juin  | Vaduz – Vaduz                         | contre-la-montre individuel | 4,8           | 25 m         | Yves Lampaert     | Yves Lampaert                |
| 2e étape  | 10 juin | Vaduz – Regensdorf                    | étape vallonnée             | 177,3         | 2 411 m      | Bryan Coquard     | Yves Lampaert                |
| 3e étape  | 11 juin | Steinmaur – Rüschlikon                | étape de plaine             | 161,7         | 1 974 m      | Thibau Nys        | Alberto Bettiol              |
| 4e étape  | 12 juin | Rüschlikon – col du Saint-Gothard     | étape de montagne           | 171           | 3 551 m      | Torstein Træen    | Adam Yates                   |
| 5e étape  | 13 juin | Ambrì – Carì                          | étape de montagne           | 148,6         | 3 206 m      | Adam Yates        | Adam Yates                   |
| 6e étape  | 14 juin | Ulrichen – Blatten                    | étape de montagne           | 42,5          | 848 m        | João Almeida      | Adam Yates                   |
| 7e étape  | 15 juin | Villars-sur-Ollon – Villars-sur-Ollon | étape de montagne           | 118,2         | 3 021 m      | Adam Yates        | Adam Yates                   |
| 8e étape  | 16 juin | Villars-sur-Ollon – Villars-sur-Ollon | contre-la-montre en côte    | 15,7          | 865 m        | João Almeida      | Adam Yates                   |

## Déroulement de la course

### 1reétape
| \| Classement de l'étape \| Classement de l'étape \| Classement de l'étape \| Classement de l'étape \| Classement de l'étape \| \| Coureur \| Coureur \| Pays \| Équipe \| Temps \| \| --------------------- \| --------------------- \| --------------------- \| --------------------- \| --------------------- \| \| 1er \| Yves Lampaert \| Belgique \| Soudal Quick-Step \| 5 min 05 s \| \| 2e \| Stefan Bissegger \| Suisse \| EF Education-EasyPost \| + 3 s \| \| 3e \| Ethan Hayter \| Royaume-Uni \| Ineos Grenadiers \| + 3 s \| \| 4e \| João Almeida \| Portugal \| UAE Team Emirates \| + 6 s \| \| 5e \| Finn Fisher-Black \| Nouvelle-Zélande \| UAE Team Emirates \| + 7 s \| \| 6e \| Samuel Watson \| Royaume-Uni \| Groupama-FDJ \| + 8 s \| \| 7e \| Alberto Bettiol \| Italie \| EF Education-EasyPost \| + 9 s \| \| 8e \| Stefan Küng \| Suisse \| Groupama-FDJ \| + 10 s \| \| 9e \| Mauro Schmid \| Suisse \| Team Jayco AlUla \| + 10 s \| \| 10e \| Søren Kragh Andersen \| Danemark \| Alpecin-Deceuninck \| + 10 s \| |                      |                  |                       |            |
| |                      |                  |                       |            |
| Source : ProCyclingStats |                      |                  |                       |            |
| Classement de l'étape |                      |                  |                       |            |
| Coureur | Coureur              | Pays             | Équipe                | Temps      |
| 1er | Yves Lampaert        | Belgique         | Soudal Quick-Step     | 5 min 05 s |
| 2e | Stefan Bissegger     | Suisse           | EF Education-EasyPost | + 3 s      |
| 3e | Ethan Hayter         | Royaume-Uni      | Ineos Grenadiers      | + 3 s      |
| 4e | João Almeida         | Portugal         | UAE Team Emirates     | + 6 s      |
| 5e | Finn Fisher-Black    | Nouvelle-Zélande | UAE Team Emirates     | + 7 s      |
| 6e | Samuel Watson        | Royaume-Uni      | Groupama-FDJ          | + 8 s      |
| 7e | Alberto Bettiol      | Italie           | EF Education-EasyPost | + 9 s      |
| 8e | Stefan Küng          | Suisse           | Groupama-FDJ          | + 10 s     |
| 9e | Mauro Schmid         | Suisse           | Team Jayco AlUla      | + 10 s     |
| 10e | Søren Kragh Andersen | Danemark         | Alpecin-Deceuninck    | + 10 s     |

| \| Classement général \| Classement général \| Classement général \| Classement général \| Classement général \| \| Coureur \| Coureur \| Pays \| Équipe \| Temps \| \| ------------------ \| -------------------- \| ------------------ \| --------------------- \| ------------------ \| \| 1er \| Yves Lampaert \| Belgique \| Soudal Quick-Step \| 5 min 05 s \| \| 2e \| Stefan Bissegger \| Suisse \| EF Education-EasyPost \| + 3 s \| \| 3e \| Ethan Hayter \| Royaume-Uni \| Ineos Grenadiers \| + 4 s \| \| 4e \| João Almeida \| Portugal \| UAE Team Emirates \| + 7 s \| \| 5e \| Finn Fisher-Black \| Nouvelle-Zélande \| UAE Team Emirates \| + 7 s \| \| 6e \| Samuel Watson \| Royaume-Uni \| Groupama-FDJ \| + 9 s \| \| 7e \| Alberto Bettiol \| Italie \| EF Education-EasyPost \| + 9 s \| \| 8e \| Stefan Küng \| Suisse \| Groupama-FDJ \| + 11 s \| \| 9e \| Mauro Schmid \| Suisse \| Team Jayco AlUla \| + 11 s \| \| 10e \| Søren Kragh Andersen \| Danemark \| Alpecin-Deceuninck \| + 11 s \| |                      |                  |                       |            |
| |                      |                  |                       |            |
| Source : ProCyclingStats |                      |                  |                       |            |
| Classement général |                      |                  |                       |            |
| Coureur | Coureur              | Pays             | Équipe                | Temps      |
| 1er | Yves Lampaert        | Belgique         | Soudal Quick-Step     | 5 min 05 s |
| 2e | Stefan Bissegger     | Suisse           | EF Education-EasyPost | + 3 s      |
| 3e | Ethan Hayter         | Royaume-Uni      | Ineos Grenadiers      | + 4 s      |
| 4e | João Almeida         | Portugal         | UAE Team Emirates     | + 7 s      |
| 5e | Finn Fisher-Black    | Nouvelle-Zélande | UAE Team Emirates     | + 7 s      |
| 6e | Samuel Watson        | Royaume-Uni      | Groupama-FDJ          | + 9 s      |
| 7e | Alberto Bettiol      | Italie           | EF Education-EasyPost | + 9 s      |
| 8e | Stefan Küng          | Suisse           | Groupama-FDJ          | + 11 s     |
| 9e | Mauro Schmid         | Suisse           | Team Jayco AlUla      | + 11 s     |
| 10e | Søren Kragh Andersen | Danemark         | Alpecin-Deceuninck    | + 11 s     |

### 2eétape
L'arrivée de la 2e étape à Regensdorf est marquée par un incident technique du Belge Arnaud De Lie, victime d'un saut de chaîne à 200 mètres de la ligne, l'empêchant de jouer la victoire dans un sprint facilement remporté par le Français Bryan Coquard.
| \| Classement de l'étape \| Classement de l'étape \| Classement de l'étape \| Classement de l'étape \| Classement de l'étape \| \| Coureur \| Coureur \| Pays \| Équipe \| Temps \| \| --------------------- \| --------------------- \| --------------------- \| --------------------- \| --------------------- \| \| 1er \| Bryan Coquard \| France \| Cofidis \| 4 h 06 min 39 s \| \| 2e \| Michael Matthews \| Australie \| Team Jayco AlUla \| + 0 s \| \| 3e \| Arnaud De Lie \| Belgique \| Lotto Dstny \| + 0 s \| \| 4e \| Brandon Rivera \| Colombie \| Ineos Grenadiers \| + 0 s \| \| 5e \| Rui Costa \| Portugal \| EF Education-EasyPost \| + 0 s \| \| 6e \| Axel Laurance \| France \| Alpecin-Deceuninck \| + 0 s \| \| 7e \| Tom Pidcock \| Royaume-Uni \| Ineos Grenadiers \| + 0 s \| \| 8e \| Roger Adrià \| Espagne \| Bora-Hansgrohe \| + 0 s \| \| 9e \| Francesco Busatto \| Italie \| Intermarché-Wanty \| + 0 s \| \| 10e \| Stephen Williams \| Royaume-Uni \| Israel-Premier Tech \| + 0 s \| |                   |             |                       |                 |
| |                   |             |                       |                 |
| Source : ProCyclingStats |                   |             |                       |                 |
| Classement de l'étape |                   |             |                       |                 |
| Coureur | Coureur           | Pays        | Équipe                | Temps           |
| 1er | Bryan Coquard     | France      | Cofidis               | 4 h 06 min 39 s |
| 2e | Michael Matthews  | Australie   | Team Jayco AlUla      | + 0 s           |
| 3e | Arnaud De Lie     | Belgique    | Lotto Dstny           | + 0 s           |
| 4e | Brandon Rivera    | Colombie    | Ineos Grenadiers      | + 0 s           |
| 5e | Rui Costa         | Portugal    | EF Education-EasyPost | + 0 s           |
| 6e | Axel Laurance     | France      | Alpecin-Deceuninck    | + 0 s           |
| 7e | Tom Pidcock       | Royaume-Uni | Ineos Grenadiers      | + 0 s           |
| 8e | Roger Adrià       | Espagne     | Bora-Hansgrohe        | + 0 s           |
| 9e | Francesco Busatto | Italie      | Intermarché-Wanty     | + 0 s           |
| 10e | Stephen Williams  | Royaume-Uni | Israel-Premier Tech   | + 0 s           |

| \| Classement général \| Classement général \| Classement général \| Classement général \| Classement général \| \| Coureur \| Coureur \| Pays \| Équipe \| Temps \| \| ------------------ \| -------------------- \| ------------------ \| --------------------- \| ------------------ \| \| 1er \| Yves Lampaert \| Belgique \| Soudal Quick-Step \| 4 h 11 min 44 s \| \| 2e \| Ethan Hayter \| Royaume-Uni \| Ineos Grenadiers \| + 4 s \| \| 3e \| João Almeida \| Portugal \| UAE Team Emirates \| + 7 s \| \| 4e \| Finn Fisher-Black \| Nouvelle-Zélande \| UAE Team Emirates \| + 7 s \| \| 5e \| Michael Matthews \| Australie \| Team Jayco AlUla \| + 7 s \| \| 6e \| Samuel Watson \| Royaume-Uni \| Groupama-FDJ \| + 9 s \| \| 7e \| Alberto Bettiol \| Italie \| EF Education-EasyPost \| + 9 s \| \| 8e \| Stefan Küng \| Suisse \| Groupama-FDJ \| + 11 s \| \| 9e \| Mauro Schmid \| Suisse \| Team Jayco AlUla \| + 11 s \| \| 10e \| Søren Kragh Andersen \| Danemark \| Alpecin-Deceuninck \| + 11 s \| |                      |                  |                       |                 |
| |                      |                  |                       |                 |
| Source : ProCyclingStats |                      |                  |                       |                 |
| Classement général |                      |                  |                       |                 |
| Coureur | Coureur              | Pays             | Équipe                | Temps           |
| 1er | Yves Lampaert        | Belgique         | Soudal Quick-Step     | 4 h 11 min 44 s |
| 2e | Ethan Hayter         | Royaume-Uni      | Ineos Grenadiers      | + 4 s           |
| 3e | João Almeida         | Portugal         | UAE Team Emirates     | + 7 s           |
| 4e | Finn Fisher-Black    | Nouvelle-Zélande | UAE Team Emirates     | + 7 s           |
| 5e | Michael Matthews     | Australie        | Team Jayco AlUla      | + 7 s           |
| 6e | Samuel Watson        | Royaume-Uni      | Groupama-FDJ          | + 9 s           |
| 7e | Alberto Bettiol      | Italie           | EF Education-EasyPost | + 9 s           |
| 8e | Stefan Küng          | Suisse           | Groupama-FDJ          | + 11 s          |
| 9e | Mauro Schmid         | Suisse           | Team Jayco AlUla      | + 11 s          |
| 10e | Søren Kragh Andersen | Danemark         | Alpecin-Deceuninck    | + 11 s          |

### 3eétape
Cinq hommes forment l'échappée du jour. Le Suisse Johan Jacobs est le dernier coureur de cette échappée à être repris par le peloton à 18 kilomètres de l'arrivée. Son compatriote Marc Hirschi s'extrait du peloton à 3 kilomètres du terme et prend un avantage de quelques secondes avant d'être rattrapé à 700 mètres de l'arrivée en montée. Aux 150 mètres, le Belge Thibau Nys émerge et remporte la victoire alors que l'Italien Alberto Bettiol, arrivé troisième, revêt le maillot jaune.
| \| Classement de l'étape \| Classement de l'étape \| Classement de l'étape \| Classement de l'étape \| Classement de l'étape \| \| Coureur \| Coureur \| Pays \| Équipe \| Temps \| \| --------------------- \| --------------------- \| --------------------- \| -------------------------- \| --------------------- \| \| 1er \| Thibau Nys \| Belgique \| Lidl-Trek \| 3 h 27 min 31 s \| \| 2e \| Stephen Williams \| Royaume-Uni \| Israel-Premier Tech \| + 0 s \| \| 3e \| Alberto Bettiol \| Italie \| EF Education-EasyPost \| + 0 s \| \| 4e \| Roger Adrià \| Espagne \| Bora-Hansgrohe \| + 0 s \| \| 5e \| Paul Lapeira \| France \| Decathlon-AG2R La Mondiale \| + 0 s \| \| 6e \| Wilco Kelderman \| Pays-Bas \| Team Visma \\| Lease a Bike \| + 0 s \| \| 7e \| Adam Yates \| Royaume-Uni \| UAE Team Emirates \| + 0 s \| \| 8e \| Mattias Skjelmose \| Danemark \| Lidl-Trek \| + 3 s \| \| 9e \| Ben Tulett \| Royaume-Uni \| Team Visma \\| Lease a Bike \| + 3 s \| \| 10e \| Richard Carapaz \| Équateur \| EF Education-EasyPost \| + 3 s \| |                   |             |                            |                 |
| |                   |             |                            |                 |
| Source : ProCyclingStats |                   |             |                            |                 |
| Classement de l'étape |                   |             |                            |                 |
| Coureur | Coureur           | Pays        | Équipe                     | Temps           |
| 1er | Thibau Nys        | Belgique    | Lidl-Trek                  | 3 h 27 min 31 s |
| 2e | Stephen Williams  | Royaume-Uni | Israel-Premier Tech        | + 0 s           |
| 3e | Alberto Bettiol   | Italie      | EF Education-EasyPost      | + 0 s           |
| 4e | Roger Adrià       | Espagne     | Bora-Hansgrohe             | + 0 s           |
| 5e | Paul Lapeira      | France      | Decathlon-AG2R La Mondiale | + 0 s           |
| 6e | Wilco Kelderman   | Pays-Bas    | Team Visma \| Lease a Bike | + 0 s           |
| 7e | Adam Yates        | Royaume-Uni | UAE Team Emirates          | + 0 s           |
| 8e | Mattias Skjelmose | Danemark    | Lidl-Trek                  | + 3 s           |
| 9e | Ben Tulett        | Royaume-Uni | Team Visma \| Lease a Bike | + 3 s           |
| 10e | Richard Carapaz   | Équateur    | EF Education-EasyPost      | + 3 s           |

| \| Classement général \| Classement général \| Classement général \| Classement général \| Classement général \| \| Coureur \| Coureur \| Pays \| Équipe \| Temps \| \| ------------------ \| ------------------ \| ------------------ \| -------------------------- \| ------------------ \| \| 1er \| Alberto Bettiol \| Italie \| EF Education-EasyPost \| 7 h 39 min 20 s \| \| 2e \| Ethan Hayter \| Royaume-Uni \| Ineos Grenadiers \| + 6 s \| \| 3e \| Wilco Kelderman \| Pays-Bas \| Team Visma \\| Lease a Bike \| + 6 s \| \| 4e \| Stephen Williams \| Royaume-Uni \| Israel-Premier Tech \| + 3 s \| \| 5e \| João Almeida \| Portugal \| UAE Team Emirates \| + 9 s \| \| 6e \| Finn Fisher-Black \| Nouvelle-Zélande \| UAE Team Emirates \| + 9 s \| \| 7e \| Mattias Skjelmose \| Danemark \| Lidl-Trek \| + 9 s \| \| 8e \| Adam Yates \| Royaume-Uni \| UAE Team Emirates \| + 10 s \| \| 9e \| Jan Christen \| Suisse \| UAE Team Emirates \| + 11 s \| \| 10e \| Roger Adrià \| Espagne \| Bora-Hansgrohe \| + 13 s \| |                   |                  |                            |                 |
| |                   |                  |                            |                 |
| Source : ProCyclingStats |                   |                  |                            |                 |
| Classement général |                   |                  |                            |                 |
| Coureur | Coureur           | Pays             | Équipe                     | Temps           |
| 1er | Alberto Bettiol   | Italie           | EF Education-EasyPost      | 7 h 39 min 20 s |
| 2e | Ethan Hayter      | Royaume-Uni      | Ineos Grenadiers           | + 6 s           |
| 3e | Wilco Kelderman   | Pays-Bas         | Team Visma \| Lease a Bike | + 6 s           |
| 4e | Stephen Williams  | Royaume-Uni      | Israel-Premier Tech        | + 3 s           |
| 5e | João Almeida      | Portugal         | UAE Team Emirates          | + 9 s           |
| 6e | Finn Fisher-Black | Nouvelle-Zélande | UAE Team Emirates          | + 9 s           |
| 7e | Mattias Skjelmose | Danemark         | Lidl-Trek                  | + 9 s           |
| 8e | Adam Yates        | Royaume-Uni      | UAE Team Emirates          | + 10 s          |
| 9e | Jan Christen      | Suisse           | UAE Team Emirates          | + 11 s          |
| 10e | Roger Adrià       | Espagne          | Bora-Hansgrohe             | + 13 s          |

### 4eétape
Unique rescapé de l'échappée de six coureurs qui ont passé une bonne partie de l'étape en tête, comptant jusqu'à plus de six minutes d'avance sur le peloton, le Norvégien Torstein Træen (Bahrain Victorious) résiste au retour du groupe des favoris précédé par le Britannique Adam Yates (UAE Emirates) qui avait attaqué à quatre kilomètres du sommet. Træen gagne donc l'étape au col du Saint-Gothard et Adam Yates s'empare du maillot jaune.
| \| Classement de l'étape \| Classement de l'étape \| Classement de l'étape \| Classement de l'étape \| Classement de l'étape \| \| Coureur \| Coureur \| Pays \| Équipe \| Temps \| \| --------------------- \| --------------------- \| --------------------- \| -------------------------- \| --------------------- \| \| 1er \| Torstein Træen \| Norvège \| Bahrain Victorious \| 4 h 10 min 21 s \| \| 2e \| Adam Yates \| Royaume-Uni \| UAE Team Emirates \| + 23 s \| \| 3e \| Mattias Skjelmose \| Danemark \| Lidl-Trek \| + 48 s \| \| 4e \| João Almeida \| Portugal \| UAE Team Emirates \| + 48 s \| \| 5e \| Egan Bernal \| Colombie \| Ineos Grenadiers \| + 1 min 00 s \| \| 6e \| Oscar Onley \| Royaume-Uni \| Team dsm-firmenich PostNL \| + 1 min 27 s \| \| 7e \| Enric Mas \| Espagne \| Movistar Team \| + 1 min 27 s \| \| 8e \| Felix Gall \| Autriche \| Decathlon-AG2R La Mondiale \| + 1 min 27 s \| \| 9e \| Cian Uijtdebroeks \| Belgique \| Team Visma \\| Lease a Bike \| + 1 min 27 s \| \| 10e \| Matthew Riccitello \| États-Unis \| Israel-Premier Tech \| + 1 min 27 s \| |                    |             |                            |                 |
| |                    |             |                            |                 |
| Source : ProCyclingStats |                    |             |                            |                 |
| Classement de l'étape |                    |             |                            |                 |
| Coureur | Coureur            | Pays        | Équipe                     | Temps           |
| 1er | Torstein Træen     | Norvège     | Bahrain Victorious         | 4 h 10 min 21 s |
| 2e | Adam Yates         | Royaume-Uni | UAE Team Emirates          | + 23 s          |
| 3e | Mattias Skjelmose  | Danemark    | Lidl-Trek                  | + 48 s          |
| 4e | João Almeida       | Portugal    | UAE Team Emirates          | + 48 s          |
| 5e | Egan Bernal        | Colombie    | Ineos Grenadiers           | + 1 min 00 s    |
| 6e | Oscar Onley        | Royaume-Uni | Team dsm-firmenich PostNL  | + 1 min 27 s    |
| 7e | Enric Mas          | Espagne     | Movistar Team              | + 1 min 27 s    |
| 8e | Felix Gall         | Autriche    | Decathlon-AG2R La Mondiale | + 1 min 27 s    |
| 9e | Cian Uijtdebroeks  | Belgique    | Team Visma \| Lease a Bike | + 1 min 27 s    |
| 10e | Matthew Riccitello | États-Unis  | Israel-Premier Tech        | + 1 min 27 s    |

| \| Classement général \| Classement général \| Classement général \| Classement général \| Classement général \| \| Coureur \| Coureur \| Pays \| Équipe \| Temps \| \| ------------------ \| ------------------ \| ------------------ \| -------------------------- \| ------------------ \| \| 1er \| Adam Yates \| Royaume-Uni \| UAE Team Emirates \| 11 h 50 min 08 s \| \| 2e \| João Almeida \| Portugal \| UAE Team Emirates \| + 26 s \| \| 3e \| Mattias Skjelmose \| Danemark \| Lidl-Trek \| + 26 s \| \| 4e \| Egan Bernal \| Colombie \| Ineos Grenadiers \| + 49 s \| \| 5e \| Wilco Kelderman \| Pays-Bas \| Team Visma \\| Lease a Bike \| + 1 min 15 s \| \| 6e \| Oscar Onley \| Royaume-Uni \| Team dsm-firmenich PostNL \| + 1 min 17 s \| \| 7e \| Enric Mas \| Espagne \| Movistar Team \| + 1 min 17 s \| \| 8e \| Cian Uijtdebroeks \| Belgique \| Team Visma \\| Lease a Bike \| + 1 min 21 s \| \| 9e \| Matthew Riccitello \| États-Unis \| Israel-Premier Tech \| + 1 min 25 s \| \| 10e \| Felix Gall \| Autriche \| Decathlon-AG2R La Mondiale \| + 1 min 42 s \| |                    |             |                            |                  |
| |                    |             |                            |                  |
| Source : ProCyclingStats |                    |             |                            |                  |
| Classement général |                    |             |                            |                  |
| Coureur | Coureur            | Pays        | Équipe                     | Temps            |
| 1er | Adam Yates         | Royaume-Uni | UAE Team Emirates          | 11 h 50 min 08 s |
| 2e | João Almeida       | Portugal    | UAE Team Emirates          | + 26 s           |
| 3e | Mattias Skjelmose  | Danemark    | Lidl-Trek                  | + 26 s           |
| 4e | Egan Bernal        | Colombie    | Ineos Grenadiers           | + 49 s           |
| 5e | Wilco Kelderman    | Pays-Bas    | Team Visma \| Lease a Bike | + 1 min 15 s     |
| 6e | Oscar Onley        | Royaume-Uni | Team dsm-firmenich PostNL  | + 1 min 17 s     |
| 7e | Enric Mas          | Espagne     | Movistar Team              | + 1 min 17 s     |
| 8e | Cian Uijtdebroeks  | Belgique    | Team Visma \| Lease a Bike | + 1 min 21 s     |
| 9e | Matthew Riccitello | États-Unis  | Israel-Premier Tech        | + 1 min 25 s     |
| 10e | Felix Gall         | Autriche    | Decathlon-AG2R La Mondiale | + 1 min 42 s     |

### 5eétape
L'échappée de quatre coureurs est rattrapée à dix kilomètres de l'arrivée dans l'ultime ascension. Un peu après la flamme rouge, Adam Yates (UAE Emirates), lâche les quatre hommes qui l'accompagnaient et file vers la victoire.
| \| Classement de l'étape \| Classement de l'étape \| Classement de l'étape \| Classement de l'étape \| Classement de l'étape \| \| Coureur \| Coureur \| Pays \| Équipe \| Temps \| \| --------------------- \| --------------------- \| --------------------- \| -------------------------- \| --------------------- \| \| 1er \| Adam Yates \| Royaume-Uni \| UAE Team Emirates \| 3 h 54 min 37 s \| \| 2e \| João Almeida \| Portugal \| UAE Team Emirates \| + 5 s \| \| 3e \| Egan Bernal \| Colombie \| Ineos Grenadiers \| + 16 s \| \| 4e \| Matthew Riccitello \| États-Unis \| Israel-Premier Tech \| + 18 s \| \| 5e \| Enric Mas \| Espagne \| Movistar Team \| + 22 s \| \| 6e \| Oscar Onley \| Royaume-Uni \| Team dsm-firmenich PostNL \| + 54 s \| \| 7e \| Tom Pidcock \| Royaume-Uni \| Ineos Grenadiers \| + 54 s \| \| 8e \| Sergio Higuita \| Colombie \| Bora-Hansgrohe \| + 1 min 03 s \| \| 9e \| Felix Gall \| Autriche \| Decathlon-AG2R La Mondiale \| + 1 min 13 s \| \| 10e \| Cian Uijtdebroeks \| Belgique \| Team Visma \\| Lease a Bike \| + 1 min 20 s \| |                    |             |                            |                 |
| |                    |             |                            |                 |
| Source : ProCyclingStats |                    |             |                            |                 |
| Classement de l'étape |                    |             |                            |                 |
| Coureur | Coureur            | Pays        | Équipe                     | Temps           |
| 1er | Adam Yates         | Royaume-Uni | UAE Team Emirates          | 3 h 54 min 37 s |
| 2e | João Almeida       | Portugal    | UAE Team Emirates          | + 5 s           |
| 3e | Egan Bernal        | Colombie    | Ineos Grenadiers           | + 16 s          |
| 4e | Matthew Riccitello | États-Unis  | Israel-Premier Tech        | + 18 s          |
| 5e | Enric Mas          | Espagne     | Movistar Team              | + 22 s          |
| 6e | Oscar Onley        | Royaume-Uni | Team dsm-firmenich PostNL  | + 54 s          |
| 7e | Tom Pidcock        | Royaume-Uni | Ineos Grenadiers           | + 54 s          |
| 8e | Sergio Higuita     | Colombie    | Bora-Hansgrohe             | + 1 min 03 s    |
| 9e | Felix Gall         | Autriche    | Decathlon-AG2R La Mondiale | + 1 min 13 s    |
| 10e | Cian Uijtdebroeks  | Belgique    | Team Visma \| Lease a Bike | + 1 min 20 s    |

| \| Classement général \| Classement général \| Classement général \| Classement général \| Classement général \| \| Coureur \| Coureur \| Pays \| Équipe \| Temps \| \| ------------------ \| ------------------ \| ------------------ \| -------------------------- \| ------------------ \| \| 1er \| Adam Yates \| Royaume-Uni \| UAE Team Emirates \| 15 h 44 min 35 s \| \| 2e \| João Almeida \| Portugal \| UAE Team Emirates \| + 35 s \| \| 3e \| Egan Bernal \| Colombie \| Ineos Grenadiers \| + 1 min 11 s \| \| 4e \| Enric Mas \| Espagne \| Movistar Team \| + 1 min 49 s \| \| 5e \| Matthew Riccitello \| États-Unis \| Israel-Premier Tech \| + 1 min 53 s \| \| 6e \| Mattias Skjelmose \| Danemark \| Lidl-Trek \| + 2 min 17 s \| \| 7e \| Oscar Onley \| Royaume-Uni \| Team dsm-firmenich PostNL \| + 2 min 21 s \| \| 8e \| Tom Pidcock \| Royaume-Uni \| Ineos Grenadiers \| + 2 min 46 s \| \| 9e \| Cian Uijtdebroeks \| Belgique \| Team Visma \\| Lease a Bike \| + 2 min 51 s \| \| 10e \| Sergio Higuita \| Colombie \| Bora-Hansgrohe \| + 3 min 01 s \| |                    |             |                            |                  |
| |                    |             |                            |                  |
| Source : ProCyclingStats |                    |             |                            |                  |
| Classement général |                    |             |                            |                  |
| Coureur | Coureur            | Pays        | Équipe                     | Temps            |
| 1er | Adam Yates         | Royaume-Uni | UAE Team Emirates          | 15 h 44 min 35 s |
| 2e | João Almeida       | Portugal    | UAE Team Emirates          | + 35 s           |
| 3e | Egan Bernal        | Colombie    | Ineos Grenadiers           | + 1 min 11 s     |
| 4e | Enric Mas          | Espagne     | Movistar Team              | + 1 min 49 s     |
| 5e | Matthew Riccitello | États-Unis  | Israel-Premier Tech        | + 1 min 53 s     |
| 6e | Mattias Skjelmose  | Danemark    | Lidl-Trek                  | + 2 min 17 s     |
| 7e | Oscar Onley        | Royaume-Uni | Team dsm-firmenich PostNL  | + 2 min 21 s     |
| 8e | Tom Pidcock        | Royaume-Uni | Ineos Grenadiers           | + 2 min 46 s     |
| 9e | Cian Uijtdebroeks  | Belgique    | Team Visma \| Lease a Bike | + 2 min 51 s     |
| 10e | Sergio Higuita     | Colombie    | Bora-Hansgrohe             | + 3 min 01 s     |

### 6eétape
Sur cette étape raccourcie, Yates attaque à un peu plus de 3 kilomètres du sommet. Almeida lâche ses adversaires, rejoint Yates et remporte la victoire devant son leader.
| \| Classement de l'étape \| Classement de l'étape \| Classement de l'étape \| Classement de l'étape \| Classement de l'étape \| \| Coureur \| Coureur \| Pays \| Équipe \| Temps \| \| --------------------- \| --------------------- \| --------------------- \| -------------------------- \| --------------------- \| \| 1er \| João Almeida \| Portugal \| UAE Team Emirates \| 55 min 13 s \| \| 2e \| Adam Yates \| Royaume-Uni \| UAE Team Emirates \| + 4 s \| \| 3e \| Mattias Skjelmose \| Danemark \| Lidl-Trek \| + 9 s \| \| 4e \| Egan Bernal \| Colombie \| Ineos Grenadiers \| + 15 s \| \| 5e \| Lenny Martinez \| France \| Groupama-FDJ \| + 35 s \| \| 6e \| Tom Pidcock \| Royaume-Uni \| Ineos Grenadiers \| + 40 s \| \| 7e \| Enric Mas \| Espagne \| Movistar Team \| + 47 s \| \| 8e \| Matthew Riccitello \| États-Unis \| Israel-Premier Tech \| + 47 s \| \| 9e \| Pelayo Sánchez \| Espagne \| Movistar Team \| + 54 s \| \| 10e \| Felix Gall \| Autriche \| Decathlon-AG2R La Mondiale \| + 54 s \| |                    |             |                            |             |
| |                    |             |                            |             |
| Source : ProCyclingStats |                    |             |                            |             |
| Classement de l'étape |                    |             |                            |             |
| Coureur | Coureur            | Pays        | Équipe                     | Temps       |
| 1er | João Almeida       | Portugal    | UAE Team Emirates          | 55 min 13 s |
| 2e | Adam Yates         | Royaume-Uni | UAE Team Emirates          | + 4 s       |
| 3e | Mattias Skjelmose  | Danemark    | Lidl-Trek                  | + 9 s       |
| 4e | Egan Bernal        | Colombie    | Ineos Grenadiers           | + 15 s      |
| 5e | Lenny Martinez     | France      | Groupama-FDJ               | + 35 s      |
| 6e | Tom Pidcock        | Royaume-Uni | Ineos Grenadiers           | + 40 s      |
| 7e | Enric Mas          | Espagne     | Movistar Team              | + 47 s      |
| 8e | Matthew Riccitello | États-Unis  | Israel-Premier Tech        | + 47 s      |
| 9e | Pelayo Sánchez     | Espagne     | Movistar Team              | + 54 s      |
| 10e | Felix Gall         | Autriche    | Decathlon-AG2R La Mondiale | + 54 s      |

| \| Classement général \| Classement général \| Classement général \| Classement général \| Classement général \| \| Coureur \| Coureur \| Pays \| Équipe \| Temps \| \| ------------------ \| ------------------ \| ------------------ \| -------------------------- \| ------------------ \| \| 1er \| Adam Yates \| Royaume-Uni \| UAE Team Emirates \| 16 h 39 min 46 s \| \| 2e \| João Almeida \| Portugal \| UAE Team Emirates \| + 27 s \| \| 3e \| Egan Bernal \| Colombie \| Ineos Grenadiers \| + 1 min 28 s \| \| 4e \| Mattias Skjelmose \| Danemark \| Lidl-Trek \| + 2 min 24 s \| \| 5e \| Enric Mas \| Espagne \| Movistar Team \| + 2 min 38 s \| \| 6e \| Matthew Riccitello \| États-Unis \| Israel-Premier Tech \| + 2 min 42 s \| \| 7e \| Tom Pidcock \| Royaume-Uni \| Ineos Grenadiers \| + 3 min 28 s \| \| 8e \| Oscar Onley \| Royaume-Uni \| Team dsm-firmenich PostNL \| + 3 min 37 s \| \| 9e \| Felix Gall \| Autriche \| Decathlon-AG2R La Mondiale \| + 4 min 01 s \| \| 10e \| Pelayo Sánchez \| Espagne \| Movistar Team \| + 4 min 28 s \| |                    |             |                            |                  |
| |                    |             |                            |                  |
| Source : ProCyclingStats |                    |             |                            |                  |
| Classement général |                    |             |                            |                  |
| Coureur | Coureur            | Pays        | Équipe                     | Temps            |
| 1er | Adam Yates         | Royaume-Uni | UAE Team Emirates          | 16 h 39 min 46 s |
| 2e | João Almeida       | Portugal    | UAE Team Emirates          | + 27 s           |
| 3e | Egan Bernal        | Colombie    | Ineos Grenadiers           | + 1 min 28 s     |
| 4e | Mattias Skjelmose  | Danemark    | Lidl-Trek                  | + 2 min 24 s     |
| 5e | Enric Mas          | Espagne     | Movistar Team              | + 2 min 38 s     |
| 6e | Matthew Riccitello | États-Unis  | Israel-Premier Tech        | + 2 min 42 s     |
| 7e | Tom Pidcock        | Royaume-Uni | Ineos Grenadiers           | + 3 min 28 s     |
| 8e | Oscar Onley        | Royaume-Uni | Team dsm-firmenich PostNL  | + 3 min 37 s     |
| 9e | Felix Gall         | Autriche    | Decathlon-AG2R La Mondiale | + 4 min 01 s     |
| 10e | Pelayo Sánchez     | Espagne     | Movistar Team              | + 4 min 28 s     |

### 7eétape
Dans la montée finale, Adam Yates augmente le tempo à 1 700 m de l'arrivée. Seul, João Almeida peut prendre sa roue. Le duo se présente à l'arrivée où Yates l'emporte.
| \| Classement de l'étape \| Classement de l'étape \| Classement de l'étape \| Classement de l'étape \| Classement de l'étape \| \| Coureur \| Coureur \| Pays \| Équipe \| Temps \| \| --------------------- \| --------------------- \| --------------------- \| -------------------------- \| --------------------- \| \| 1er \| Adam Yates \| Royaume-Uni \| UAE Team Emirates \| 3 h 05 min 41 s \| \| 2e \| João Almeida \| Portugal \| UAE Team Emirates \| + 0 s \| \| 3e \| Matthew Riccitello \| États-Unis \| Israel-Premier Tech \| + 14 s \| \| 4e \| Wilco Kelderman \| Pays-Bas \| Team Visma \\| Lease a Bike \| + 16 s \| \| 5e \| Mattias Skjelmose \| Danemark \| Lidl-Trek \| + 16 s \| \| 6e \| Egan Bernal \| Colombie \| Ineos Grenadiers \| + 16 s \| \| 7e \| Oscar Onley \| Royaume-Uni \| Team dsm-firmenich PostNL \| + 16 s \| \| 8e \| Tom Pidcock \| Royaume-Uni \| Ineos Grenadiers \| + 16 s \| \| 9e \| Felix Gall \| Autriche \| Decathlon-AG2R La Mondiale \| + 32 s \| \| 10e \| Enric Mas \| Espagne \| Movistar Team \| + 35 s \| |                    |             |                            |                 |
| |                    |             |                            |                 |
| Source : ProCyclingStats |                    |             |                            |                 |
| Classement de l'étape |                    |             |                            |                 |
| Coureur | Coureur            | Pays        | Équipe                     | Temps           |
| 1er | Adam Yates         | Royaume-Uni | UAE Team Emirates          | 3 h 05 min 41 s |
| 2e | João Almeida       | Portugal    | UAE Team Emirates          | + 0 s           |
| 3e | Matthew Riccitello | États-Unis  | Israel-Premier Tech        | + 14 s          |
| 4e | Wilco Kelderman    | Pays-Bas    | Team Visma \| Lease a Bike | + 16 s          |
| 5e | Mattias Skjelmose  | Danemark    | Lidl-Trek                  | + 16 s          |
| 6e | Egan Bernal        | Colombie    | Ineos Grenadiers           | + 16 s          |
| 7e | Oscar Onley        | Royaume-Uni | Team dsm-firmenich PostNL  | + 16 s          |
| 8e | Tom Pidcock        | Royaume-Uni | Ineos Grenadiers           | + 16 s          |
| 9e | Felix Gall         | Autriche    | Decathlon-AG2R La Mondiale | + 32 s          |
| 10e | Enric Mas          | Espagne     | Movistar Team              | + 35 s          |

| \| Classement général \| Classement général \| Classement général \| Classement général \| Classement général \| \| Coureur \| Coureur \| Pays \| Équipe \| Temps \| \| ------------------ \| ------------------ \| ------------------ \| -------------------------- \| ------------------ \| \| 1er \| Adam Yates \| Royaume-Uni \| UAE Team Emirates \| 19 h 45 min 17 s \| \| 2e \| João Almeida \| Portugal \| UAE Team Emirates \| + 31 s \| \| 3e \| Egan Bernal \| Colombie \| Ineos Grenadiers \| + 1 min 51 s \| \| 4e \| Mattias Skjelmose \| Danemark \| Lidl-Trek \| + 2 min 50 s \| \| 5e \| Matthew Riccitello \| États-Unis \| Israel-Premier Tech \| + 3 min 02 s \| \| 6e \| Enric Mas \| Espagne \| Movistar Team \| + 3 min 23 s \| \| 7e \| Tom Pidcock \| Royaume-Uni \| Ineos Grenadiers \| + 3 min 54 s \| \| 8e \| Oscar Onley \| Royaume-Uni \| Team dsm-firmenich PostNL \| + 4 min 03 s \| \| 9e \| Felix Gall \| Autriche \| Decathlon-AG2R La Mondiale \| + 4 min 41 s \| \| 10e \| Wilco Kelderman \| Pays-Bas \| Team Visma \\| Lease a Bike \| + 4 min 59 s \| |                    |             |                            |                  |
| |                    |             |                            |                  |
| Source : ProCyclingStats |                    |             |                            |                  |
| Classement général |                    |             |                            |                  |
| Coureur | Coureur            | Pays        | Équipe                     | Temps            |
| 1er | Adam Yates         | Royaume-Uni | UAE Team Emirates          | 19 h 45 min 17 s |
| 2e | João Almeida       | Portugal    | UAE Team Emirates          | + 31 s           |
| 3e | Egan Bernal        | Colombie    | Ineos Grenadiers           | + 1 min 51 s     |
| 4e | Mattias Skjelmose  | Danemark    | Lidl-Trek                  | + 2 min 50 s     |
| 5e | Matthew Riccitello | États-Unis  | Israel-Premier Tech        | + 3 min 02 s     |
| 6e | Enric Mas          | Espagne     | Movistar Team              | + 3 min 23 s     |
| 7e | Tom Pidcock        | Royaume-Uni | Ineos Grenadiers           | + 3 min 54 s     |
| 8e | Oscar Onley        | Royaume-Uni | Team dsm-firmenich PostNL  | + 4 min 03 s     |
| 9e | Felix Gall         | Autriche    | Decathlon-AG2R La Mondiale | + 4 min 41 s     |
| 10e | Wilco Kelderman    | Pays-Bas    | Team Visma \| Lease a Bike | + 4 min 59 s     |

### 8eétape
| \| Classement de l'étape \| Classement de l'étape \| Classement de l'étape \| Classement de l'étape \| Classement de l'étape \| \| Coureur \| Coureur \| Pays \| Équipe \| Temps \| \| --------------------- \| --------------------- \| --------------------- \| -------------------------- \| --------------------- \| \| 1er \| João Almeida \| Portugal \| UAE Team Emirates \| 33 min 23 s \| \| 2e \| Adam Yates \| Royaume-Uni \| UAE Team Emirates \| + 8 s \| \| 3e \| Mattias Skjelmose \| Danemark \| Lidl-Trek \| + 20 s \| \| 4e \| Matthew Riccitello \| États-Unis \| Israel-Premier Tech \| + 37 s \| \| 5e \| Tom Pidcock \| Royaume-Uni \| Ineos Grenadiers \| + 50 s \| \| 6e \| Lenny Martinez \| France \| Groupama-FDJ \| + 55 s \| \| 7e \| Pelayo Sánchez \| Espagne \| Movistar Team \| + 1 min 21 s \| \| 8e \| David de la Cruz \| Espagne \| Q36.5 Pro Cycling Team \| + 1 min 25 s \| \| 9e \| Egan Bernal \| Colombie \| Ineos Grenadiers \| + 1 min 30 s \| \| 10e \| Wilco Kelderman \| Pays-Bas \| Team Visma \\| Lease a Bike \| + 1 min 40 s \| |                    |             |                            |              |
| |                    |             |                            |              |
| Source : ProCyclingStats |                    |             |                            |              |
| Classement de l'étape |                    |             |                            |              |
| Coureur | Coureur            | Pays        | Équipe                     | Temps        |
| 1er | João Almeida       | Portugal    | UAE Team Emirates          | 33 min 23 s  |
| 2e | Adam Yates         | Royaume-Uni | UAE Team Emirates          | + 8 s        |
| 3e | Mattias Skjelmose  | Danemark    | Lidl-Trek                  | + 20 s       |
| 4e | Matthew Riccitello | États-Unis  | Israel-Premier Tech        | + 37 s       |
| 5e | Tom Pidcock        | Royaume-Uni | Ineos Grenadiers           | + 50 s       |
| 6e | Lenny Martinez     | France      | Groupama-FDJ               | + 55 s       |
| 7e | Pelayo Sánchez     | Espagne     | Movistar Team              | + 1 min 21 s |
| 8e | David de la Cruz   | Espagne     | Q36.5 Pro Cycling Team     | + 1 min 25 s |
| 9e | Egan Bernal        | Colombie    | Ineos Grenadiers           | + 1 min 30 s |
| 10e | Wilco Kelderman    | Pays-Bas    | Team Visma \| Lease a Bike | + 1 min 40 s |

## Classements finals

### Classement général final
| \| Classement général \| Classement général \| Classement général \| Classement général \| Classement général \| \| Coureur \| Coureur \| Pays \| Équipe \| Temps \| \| ------------------ \| ------------------ \| ------------------ \| -------------------------- \| ------------------ \| \| 1er \| Adam Yates \| Royaume-Uni \| UAE Team Emirates \| 20 h 18 min 49 s \| \| 2e \| João Almeida \| Portugal \| UAE Team Emirates \| + 22 s \| \| 3e \| Mattias Skjelmose \| Danemark \| Lidl-Trek \| + 3 min 02 s \| \| 4e \| Egan Bernal \| Colombie \| Ineos Grenadiers \| + 3 min 12 s \| \| 5e \| Matthew Riccitello \| États-Unis \| Israel-Premier Tech \| + 3 min 31 s \| \| 6e \| Tom Pidcock \| Royaume-Uni \| Ineos Grenadiers \| + 4 min 36 s \| \| 7e \| Enric Mas \| Espagne \| Movistar Team \| + 5 min 01 s \| \| 8e \| Oscar Onley \| Royaume-Uni \| Team dsm-firmenich PostNL \| + 5 min 40 s \| \| 9e \| Wilco Kelderman \| Pays-Bas \| Team Visma \\| Lease a Bike \| + 6 min 31 s \| \| 10e \| Felix Gall \| Autriche \| Decathlon-AG2R La Mondiale \| + 6 min 35 s \| |                    |             |                            |                  |
| |                    |             |                            |                  |
| Source : ProCyclingStats |                    |             |                            |                  |
| Classement général |                    |             |                            |                  |
| Coureur | Coureur            | Pays        | Équipe                     | Temps            |
| 1er | Adam Yates         | Royaume-Uni | UAE Team Emirates          | 20 h 18 min 49 s |
| 2e | João Almeida       | Portugal    | UAE Team Emirates          | + 22 s           |
| 3e | Mattias Skjelmose  | Danemark    | Lidl-Trek                  | + 3 min 02 s     |
| 4e | Egan Bernal        | Colombie    | Ineos Grenadiers           | + 3 min 12 s     |
| 5e | Matthew Riccitello | États-Unis  | Israel-Premier Tech        | + 3 min 31 s     |
| 6e | Tom Pidcock        | Royaume-Uni | Ineos Grenadiers           | + 4 min 36 s     |
| 7e | Enric Mas          | Espagne     | Movistar Team              | + 5 min 01 s     |
| 8e | Oscar Onley        | Royaume-Uni | Team dsm-firmenich PostNL  | + 5 min 40 s     |
| 9e | Wilco Kelderman    | Pays-Bas    | Team Visma \| Lease a Bike | + 6 min 31 s     |
| 10e | Felix Gall         | Autriche    | Decathlon-AG2R La Mondiale | + 6 min 35 s     |

### Classements annexes
| Classement par points | Classement par points  | Classement par points | Classement par points      | Classement par points |
| Coureur               | Coureur                | Pays                  | Équipe                     | Points                |
| --------------------- | ---------------------- | --------------------- | -------------------------- | --------------------- |
| 1er                   | Adam Yates             | Royaume-Uni           | UAE Team Emirates          | 48 pts                |
| 2e                    | João Almeida           | Portugal              | UAE Team Emirates          | 48 pts                |
| 3e                    | Johannes Staune-Mittet | Norvège               | Team Visma \| Lease a Bike | 20 pts                |
| 4e                    | Mattias Skjelmose      | Danemark              | Lidl-Trek                  | 20 pts                |
| 5e                    | Michael Matthews       | Australie             | Team Jayco AlUla           | 18 pts                |
| 6e                    | Stefan Bissegger       | Suisse                | EF Education-EasyPost      | 18 pts                |
| 7e                    | Matthew Riccitello     | États-Unis            | Israel-Premier Tech        | 14 pts                |
| 8e                    | Torstein Træen         | Norvège               | Bahrain Victorious         | 12 pts                |
| 9e                    | Thibau Nys             | Belgique              | Lidl-Trek                  | 12 pts                |
| 10e                   | Yves Lampaert          | Belgique              | Soudal Quick-Step          | 12 pts                |

| Classement par points | Classement par points  | Classement par points | Classement par points      | Classement par points |
| Coureur               | Coureur                | Pays                  | Équipe                     | Points                |
| --------------------- | ---------------------- | --------------------- | -------------------------- | --------------------- |
| 1er                   | Adam Yates             | Royaume-Uni           | UAE Team Emirates          | 48 pts                |
| 2e                    | João Almeida           | Portugal              | UAE Team Emirates          | 48 pts                |
| 3e                    | Johannes Staune-Mittet | Norvège               | Team Visma \| Lease a Bike | 20 pts                |
| 4e                    | Mattias Skjelmose      | Danemark              | Lidl-Trek                  | 20 pts                |
| 5e                    | Michael Matthews       | Australie             | Team Jayco AlUla           | 18 pts                |
| 6e                    | Stefan Bissegger       | Suisse                | EF Education-EasyPost      | 18 pts                |
| 7e                    | Matthew Riccitello     | États-Unis            | Israel-Premier Tech        | 14 pts                |
| 8e                    | Torstein Træen         | Norvège               | Bahrain Victorious         | 12 pts                |
| 9e                    | Thibau Nys             | Belgique              | Lidl-Trek                  | 12 pts                |
| 10e                   | Yves Lampaert          | Belgique              | Soudal Quick-Step          | 12 pts                |

| Classement de la montagne | Classement de la montagne | Classement de la montagne | Classement de la montagne  | Classement de la montagne |
| Coureur                   | Coureur                   | Pays                      | Équipe                     | Points                    |
| ------------------------- | ------------------------- | ------------------------- | -------------------------- | ------------------------- |
| 1er                       | Adam Yates                | Royaume-Uni               | UAE Team Emirates          | 47 pts                    |
| 2e                        | Egan Bernal               | Colombie                  | Ineos Grenadiers           | 27 pts                    |
| 3e                        | João Almeida              | Portugal                  | UAE Team Emirates          | 23 pts                    |
| 4e                        | Alexey Lutsenko           | Kazakhstan                | Astana Qazaqstan Team      | 19 pts                    |
| 5e                        | Torstein Træen            | Norvège                   | Bahrain Victorious         | 18 pts                    |
| 6e                        | Maxim Van Gils            | Belgique                  | Lotto Dstny                | 16 pts                    |
| 7e                        | Johannes Staune-Mittet    | Norvège                   | Team Visma \| Lease a Bike | 10 pts                    |
| 8e                        | Gerben Kuypers            | Belgique                  | Intermarché-Wanty          | 10 pts                    |
| 9e                        | Luca Jenni                | Suisse                    |                            | 10 pts                    |
| 10e                       | Mattias Skjelmose         | Danemark                  | Lidl-Trek                  | 10 pts                    |

| Classement de la montagne | Classement de la montagne | Classement de la montagne | Classement de la montagne  | Classement de la montagne |
| Coureur                   | Coureur                   | Pays                      | Équipe                     | Points                    |
| ------------------------- | ------------------------- | ------------------------- | -------------------------- | ------------------------- |
| 1er                       | Adam Yates                | Royaume-Uni               | UAE Team Emirates          | 47 pts                    |
| 2e                        | Egan Bernal               | Colombie                  | Ineos Grenadiers           | 27 pts                    |
| 3e                        | João Almeida              | Portugal                  | UAE Team Emirates          | 23 pts                    |
| 4e                        | Alexey Lutsenko           | Kazakhstan                | Astana Qazaqstan Team      | 19 pts                    |
| 5e                        | Torstein Træen            | Norvège                   | Bahrain Victorious         | 18 pts                    |
| 6e                        | Maxim Van Gils            | Belgique                  | Lotto Dstny                | 16 pts                    |
| 7e                        | Johannes Staune-Mittet    | Norvège                   | Team Visma \| Lease a Bike | 10 pts                    |
| 8e                        | Gerben Kuypers            | Belgique                  | Intermarché-Wanty          | 10 pts                    |
| 9e                        | Luca Jenni                | Suisse                    |                            | 10 pts                    |
| 10e                       | Mattias Skjelmose         | Danemark                  | Lidl-Trek                  | 10 pts                    |

| Classement du meilleur jeune | Classement du meilleur jeune | Classement du meilleur jeune | Classement du meilleur jeune | Classement du meilleur jeune |
| Coureur                      | Coureur                      | Pays                         | Équipe                       | Temps                        |
| ---------------------------- | ---------------------------- | ---------------------------- | ---------------------------- | ---------------------------- |
| 1er                          | Mattias Skjelmose            | Danemark                     | Lidl-Trek                    | 20 h 21 min 51 s             |
| 2e                           | Matthew Riccitello           | États-Unis                   | Israel-Premier Tech          | + 29 s                       |
| 3e                           | Tom Pidcock                  | Royaume-Uni                  | Ineos Grenadiers             | + 1 min 34 s                 |
| 4e                           | Oscar Onley                  | Royaume-Uni                  | Team dsm-firmenich PostNL    | + 2 min 38 s                 |
| 5e                           | Pelayo Sánchez               | Espagne                      | Movistar Team                | + 3 min 40 s                 |
| 6e                           | Isaac Del Toro               | Mexique                      | UAE Team Emirates            | + 6 min 08 s                 |
| 7e                           | Harold Martín López          | Équateur                     | Astana Qazaqstan Team        | + 9 min 08 s                 |
| 8e                           | Marco Brenner                | Allemagne                    | Tudor Pro Cycling Team       | + 9 min 24 s                 |
| 9e                           | Finlay Pickering             | Royaume-Uni                  | Bahrain Victorious           | + 9 min 28 s                 |
| 10e                          | Junior Lecerf                | Belgique                     | Soudal Quick-Step            | + 10 min 26 s                |

| Classement du meilleur jeune | Classement du meilleur jeune | Classement du meilleur jeune | Classement du meilleur jeune | Classement du meilleur jeune |
| Coureur                      | Coureur                      | Pays                         | Équipe                       | Temps                        |
| ---------------------------- | ---------------------------- | ---------------------------- | ---------------------------- | ---------------------------- |
| 1er                          | Mattias Skjelmose            | Danemark                     | Lidl-Trek                    | 20 h 21 min 51 s             |
| 2e                           | Matthew Riccitello           | États-Unis                   | Israel-Premier Tech          | + 29 s                       |
| 3e                           | Tom Pidcock                  | Royaume-Uni                  | Ineos Grenadiers             | + 1 min 34 s                 |
| 4e                           | Oscar Onley                  | Royaume-Uni                  | Team dsm-firmenich PostNL    | + 2 min 38 s                 |
| 5e                           | Pelayo Sánchez               | Espagne                      | Movistar Team                | + 3 min 40 s                 |
| 6e                           | Isaac Del Toro               | Mexique                      | UAE Team Emirates            | + 6 min 08 s                 |
| 7e                           | Harold Martín López          | Équateur                     | Astana Qazaqstan Team        | + 9 min 08 s                 |
| 8e                           | Marco Brenner                | Allemagne                    | Tudor Pro Cycling Team       | + 9 min 24 s                 |
| 9e                           | Finlay Pickering             | Royaume-Uni                  | Bahrain Victorious           | + 9 min 28 s                 |
| 10e                          | Junior Lecerf                | Belgique                     | Soudal Quick-Step            | + 10 min 26 s                |

| Classement par équipes | Classement par équipes     | Classement par équipes | Classement par équipes |
| Équipe                 | Équipe                     | Pays                   | Temps                  |
| ---------------------- | -------------------------- | ---------------------- | ---------------------- |
| 1re                    | UAE Team Emirates          | Émirats arabes unis    | 61 h 06 min 02 s       |
| 2e                     | Ineos Grenadiers           | Royaume-Uni            | + 10 min 41 s          |
| 3e                     | Movistar Team              | Espagne                | + 21 min 28 s          |
| 4e                     | Team Visma \| Lease a Bike | Pays-Bas               | + 24 min 50 s          |
| 5e                     | Israel-Premier Tech        | Israël                 | + 37 min 39 s          |
| 6e                     | Lidl-Trek                  | États-Unis             | + 43 min 59 s          |
| 7e                     | Decathlon-AG2R La Mondiale | France                 | + 45 min 30 s          |
| 8e                     | Q36.5 Pro Cycling Team     | Suisse                 | + 46 min 24 s          |
| 9e                     | Bahrain Victorious         | Bahreïn                | + 48 min 43 s          |
| 10e                    | Team dsm-firmenich PostNL  | Pays-Bas               | + 52 min 44 s          |

| Classement par équipes | Classement par équipes     | Classement par équipes | Classement par équipes |
| Équipe                 | Équipe                     | Pays                   | Temps                  |
| ---------------------- | -------------------------- | ---------------------- | ---------------------- |
| 1re                    | UAE Team Emirates          | Émirats arabes unis    | 61 h 06 min 02 s       |
| 2e                     | Ineos Grenadiers           | Royaume-Uni            | + 10 min 41 s          |
| 3e                     | Movistar Team              | Espagne                | + 21 min 28 s          |
| 4e                     | Team Visma \| Lease a Bike | Pays-Bas               | + 24 min 50 s          |
| 5e                     | Israel-Premier Tech        | Israël                 | + 37 min 39 s          |
| 6e                     | Lidl-Trek                  | États-Unis             | + 43 min 59 s          |
| 7e                     | Decathlon-AG2R La Mondiale | France                 | + 45 min 30 s          |
| 8e                     | Q36.5 Pro Cycling Team     | Suisse                 | + 46 min 24 s          |
| 9e                     | Bahrain Victorious         | Bahreïn                | + 48 min 43 s          |
| 10e                    | Team dsm-firmenich PostNL  | Pays-Bas               | + 52 min 44 s          |

## Classements UCI
La course attribue des points au Classement mondial UCI 2024 selon le barème suivant :
| Position           | 1er | 2e  | 3e  | 4e  | 5e  | 6e  | 7e  | 8e  | 9e  | 10e | 11e | 12e | 13e | 14e | 15e | 16e à 20e | 21e à 30e | 31e à 50e | 51e à 55e | 56e à 60e |
| Classement général | 500 | 400 | 325 | 275 | 225 | 175 | 150 | 125 | 100 | 80  | 70  | 60  | 50  | 40  | 35  | 30        | 20        | 10        | 5         | 3         |
| Par étapes         | 60  | 40  | 30  | 25  | 20  | 15  | 10  | 8   | 5   | 2   |     |     |     |     |     |           |           |           |           |           |
| Leader             | 10  |     |     |     |     |     |     |     |     |     |     |     |     |     |     |           |           |           |           |           |

## Évolution des classements
| Étape              | Vainqueur          | Classement général | Classement par points | Classement de la montagne | Classement du meilleur jeune | Classement par équipes |
| ------------------ | ------------------ | ------------------ | --------------------- | ------------------------- | ---------------------------- | ---------------------- |
| 1                  | Yves Lampaert      | Yves Lampaert      | Yves Lampaert         | non-attribué              | Finn Fisher-Black            | UAE Emirates           |
| 2                  | Bryan Coquard      | Yves Lampaert      | Yves Lampaert         | Gerben Kuypers            | Finn Fisher-Black            | UAE Emirates           |
| 3                  | Thibau Nys         | Alberto Bettiol    | Yves Lampaert         | Luca Jenni                | Finn Fisher-Black            | UAE Emirates           |
| 4                  | Torstein Træen     | Adam Yates         | Bryan Coquard         | Torstein Træen            | Mattias Skjelmose            | UAE Emirates           |
| 5                  | Adam Yates         | Adam Yates         | Adam Yates            | Adam Yates                | Matthew Riccitello           | UAE Emirates           |
| 6                  | João Almeida       | Adam Yates         | Adam Yates            | Adam Yates                | Mattias Skjelmose            | UAE Emirates           |
| 7                  | Adam Yates         | Adam Yates         | Adam Yates            | Adam Yates                | Mattias Skjelmose            | UAE Emirates           |
| 8                  | João Almeida       | Adam Yates         | Adam Yates            | Adam Yates                | Mattias Skjelmose            | UAE Emirates           |
| Classements finals | Classements finals | Adam Yates         | Adam Yates            | Adam Yates                | Mattias Skjelmose            | UAE Emirates           |

## Liste des participants
| Lidl-Trek LTK                                  | Lidl-Trek LTK                   | Lidl-Trek LTK |
| ---------------------------------------------- | ------------------------------- | ------------- |
| Num                                            | Coureur                         | Pos           |
| 1                                              | Mattias Skjelmose (DEN) (route) | 3e            |
| 2                                              | Julien Bernard (FRA)            | 52e           |
| 3                                              | Patrick Konrad (AUT)            | 33e           |
| 4                                              | Bauke Mollema (NED)             | AB-4          |
| 5                                              | Jacopo Mosca (ITA)              | 114e          |
| 6                                              | Thibau Nys (BEL)                | 94e           |
| 7                                              | Sam Oomen (NED)                 | 36e           |
| Directeur sportif : Kim Andersen, Grégory Rast |                                 |               |

| Alpecin-Deceuninck ADC                               | Alpecin-Deceuninck ADC     | Alpecin-Deceuninck ADC |
| ---------------------------------------------------- | -------------------------- | ---------------------- |
| Num                                                  | Coureur                    | Pos                    |
| 11                                                   | Axel Laurance (FRA)        | 107e                   |
| 12                                                   | Nicola Conci (ITA)         | 55e                    |
| 13                                                   | Silvan Dillier (SUI)       | 53e                    |
| 14                                                   | Timo Kielich (BEL)         | NP-4                   |
| 15                                                   | Søren Kragh Andersen (DEN) | 86e                    |
| 16                                                   | Oscar Riesebeek (NED)      | 115e                   |
| 17                                                   | Stan Van Tricht (BEL)      | AB-5                   |
| Directeur sportif : Gianni Meersman, Jens Keukeleire |                            |                        |

| Arkéa-B&B Hotels ARK                             | Arkéa-B&B Hotels ARK     | Arkéa-B&B Hotels ARK |
| ------------------------------------------------ | ------------------------ | -------------------- |
| Num                                              | Coureur                  | Pos                  |
| 21                                               | Arnaud Démare (FRA)      | 130e                 |
| 22                                               | Vincenzo Albanese (ITA)  | 112e                 |
| 23                                               | Anthony Delaplace (FRA)  | 87e                  |
| 24                                               | Raúl García Pierna (ESP) | 45e                  |
| 25                                               | Simon Guglielmi (FRA)    | 68e                  |
| 26                                               | Daniel McLay (GBR)       | 140e                 |
| 27                                               | Kévin Vauquelin (FRA)    | 42e                  |
| Directeur sportif : Arnaud Gérard, Yvon Ledanois |                          |                      |

| Astana Qazaqstan Team AST                         | Astana Qazaqstan Team AST               | Astana Qazaqstan Team AST |
| ------------------------------------------------- | --------------------------------------- | ------------------------- |
| Num                                               | Coureur                                 | Pos                       |
| 31                                                | Mark Cavendish (GBR)                    | 137e                      |
| 32                                                | Samuele Battistella (ITA)               | NP-7                      |
| 33                                                | Cees Bol (NED)                          | 132e                      |
| 34                                                | Harold Martín López (ECU)               | 18e                       |
| 35                                                | Alexey Lutsenko (KAZ) (route et chrono) | 65e                       |
| 36                                                | Michael Mørkøv (DEN)                    | 138e                      |
| 37                                                | Simone Velasco (ITA) (route)            | 111e                      |
| Directeur sportif : Alexandr Shefer, Mark Renshaw |                                         |                           |

| Bora-Hansgrohe BOH                                | Bora-Hansgrohe BOH             | Bora-Hansgrohe BOH |
| ------------------------------------------------- | ------------------------------ | ------------------ |
| Num                                               | Coureur                        | Pos                |
| 41                                                | Emanuel Buchmann (GER) (route) | AB-2               |
| 42                                                | Roger Adrià (ESP)              | 37e                |
| 43                                                | Cesare Benedetti (POL)         | 122e               |
| 45                                                | Sergio Higuita (COL)           | 12e                |
| 46                                                | Jordi Meeus (BEL)              | NP-8               |
| 47                                                | Frederik Wandahl (DEN)         | 78e                |
| 48                                                | Ben Zwiehoff (GER)             | 46e                |
| Directeur sportif : Patxi Vila, Heinrich Haussler |                                |                    |

| Bahrain Victorious TBV                                | Bahrain Victorious TBV      | Bahrain Victorious TBV |
| ----------------------------------------------------- | --------------------------- | ---------------------- |
| Num                                                   | Coureur                     | Pos                    |
| 51                                                    | Damiano Caruso (ITA)        | 71e                    |
| 52                                                    | Fran Miholjević (CRO)       | AB-5                   |
| 53                                                    | Andrea Pasqualon (ITA)      | 110e                   |
| 54                                                    | Finlay Pickering (GBR)      | 20e                    |
| 55                                                    | Wout Poels (NED)            | 16e                    |
| 56                                                    | Johan Price-Pejtersen (DEN) | 129e                   |
| 57                                                    | Torstein Træen (NOR)        | 93e                    |
| Directeur sportif : Roman Kreuziger, Enrico Poitschke |                             |                        |

| Cofidis COF                                           | Cofidis COF         | Cofidis COF |
| ----------------------------------------------------- | ------------------- | ----------- |
| Num                                                   | Coureur             | Pos         |
| 61                                                    | Ion Izagirre (ESP)  | AB-7        |
| 62                                                    | Bryan Coquard (FRA) | NP-8        |
| 63                                                    | Aimé De Gendt (BEL) | 89e         |
| 64                                                    | Jesús Herrada (ESP) | 31e         |
| 65                                                    | Anthony Perez (FRA) | 100e        |
| 66                                                    | Alexis Renard (FRA) | 134e        |
| 67                                                    | Harrison Wood (GBR) | 54e         |
| Directeur sportif : Jimmy Engoulvent, Benjamin Giraud |                     |             |

| Decathlon-AG2R La Mondiale DAT                      | Decathlon-AG2R La Mondiale DAT | Decathlon-AG2R La Mondiale DAT |
| --------------------------------------------------- | ------------------------------ | ------------------------------ |
| Num                                                 | Coureur                        | Pos                            |
| 71                                                  | Felix Gall (AUT)               | 10e                            |
| 72                                                  | Alex Baudin (FRA)              | 58e                            |
| 73                                                  | Stan Dewulf (BEL)              | 96e                            |
| 74                                                  | Paul Lapeira (FRA)             | 41e                            |
| 75                                                  | Valentin Paret-Peintre (FRA)   | 25e                            |
| 76                                                  | Nans Peters (FRA)              | 74e                            |
| 77                                                  | Lawrence Warbasse (USA)        | 59e                            |
| Directeur sportif : Cyril Dessel, José Luis Arrieta |                                |                                |

| EF Education-EasyPost EFE                           | EF Education-EasyPost EFE       | EF Education-EasyPost EFE |
| --------------------------------------------------- | ------------------------------- | ------------------------- |
| Num                                                 | Coureur                         | Pos                       |
| 81                                                  | Richard Carapaz (ECU) (chrono)  | NP-5                      |
| 82                                                  | Alberto Bettiol (ITA)           | NP-5                      |
| 83                                                  | Stefan Bissegger (SUI) (chrono) | 102e                      |
| 84                                                  | Rui Costa (POR)                 | 38e                       |
| 85                                                  | James Shaw (GBR)                | 39e                       |
| 86                                                  | Georg Steinhauser (GER)         | NP-6                      |
| 87                                                  | Marijn van den Berg (NED)       | 88e                       |
| Directeur sportif : Juan Manuel Gárate, Tom Southam |                                 |                           |

| Groupama-FDJ GFC                               | Groupama-FDJ GFC        | Groupama-FDJ GFC |
| ---------------------------------------------- | ----------------------- | ---------------- |
| Num                                            | Coureur                 | Pos              |
| 91                                             | Lenny Martinez (FRA)    | 32e              |
| 92                                             | Sven Erik Bystrøm (NOR) | 97e              |
| 93                                             | Stefan Küng (SUI)       | 63e              |
| 94                                             | Fabian Lienhard (SUI)   | 131e             |
| 95                                             | Rudy Molard (FRA)       | 34e              |
| 96                                             | Reuben Thompson (NZL)   | 62e              |
| 97                                             | Samuel Watson (GBR)     | 120e             |
| Directeur sportif : Yvon Caër, Thierry Bricaud |                         |                  |

| Ineos Grenadiers IGD                                | Ineos Grenadiers IGD               | Ineos Grenadiers IGD |
| --------------------------------------------------- | ---------------------------------- | -------------------- |
| Num                                                 | Coureur                            | Pos                  |
| 101                                                 | Egan Bernal (COL)                  | 4e                   |
| 102                                                 | Ethan Hayter (GBR)                 | 50e                  |
| 103                                                 | Kim Heiduk (GER)                   | 101e                 |
| 104                                                 | Tom Pidcock (GBR)                  | 6e                   |
| 105                                                 | Salvatore Puccio (ITA)             | 116e                 |
| 106                                                 | Brandon Rivera (COL)               | 22e                  |
| 107                                                 | Óscar Rodríguez Garaicoechea (ESP) | 69e                  |
| Directeur sportif : Zakkari Dempster, Imanol Erviti |                                    |                      |

| Intermarché-Wanty IWA                                   | Intermarché-Wanty IWA        | Intermarché-Wanty IWA |
| ------------------------------------------------------- | ---------------------------- | --------------------- |
| Num                                                     | Coureur                      | Pos                   |
| 111                                                     | Lilian Calmejane (FRA)       | AB-5                  |
| 112                                                     | Francesco Busatto (ITA)      | 79e                   |
| 113                                                     | Kevin Colleoni (ITA)         | NP-2                  |
| 114                                                     | Gerben Kuypers (BEL)         |                       |
| 115                                                     | Arne Marit (BEL)             | 133e                  |
| 116                                                     | Simone Petilli (ITA)         | 123e                  |
| 117                                                     | Rein Taaramäe (EST) (chrono) | 43e                   |
| Directeur sportif : Sébastien Demarbaix, Steven De Neef |                              |                       |

| Movistar Team MOV                                         | Movistar Team MOV     | Movistar Team MOV |
| --------------------------------------------------------- | --------------------- | ----------------- |
| Num                                                       | Coureur               | Pos               |
| 121                                                       | Enric Mas (ESP)       | 7e                |
| 122                                                       | Jorge Arcas (ESP)     | 70e               |
| 123                                                       | Johan Jacobs (SUI)    | 104e              |
| 124                                                       | Nélson Oliveira (POR) | 51e               |
| 125                                                       | Nairo Quintana (COL)  | NP-3              |
| 126                                                       | Einer Rubio (COL)     | 24e               |
| 127                                                       | Pelayo Sánchez (ESP)  | 11e               |
| Directeur sportif : Maximilian Sciandri, Jürgen Roelandts |                       |                   |

| Soudal Quick-Step SOQ                             | Soudal Quick-Step SOQ | Soudal Quick-Step SOQ |
| ------------------------------------------------- | --------------------- | --------------------- |
| Num                                               | Coureur               | Pos                   |
| 131                                               | Junior Lecerf (BEL)   | 21e                   |
| 132                                               | Ayco Bastiaens (BEL)  | 124e                  |
| 133                                               | Gil Gelders (BEL)     | 91e                   |
| 134                                               | Yves Lampaert (BEL)   | 106e                  |
| 135                                               | Fausto Masnada (ITA)  | NP-2                  |
| 136                                               | Louis Vervaeke (BEL)  | 40e                   |
| 137                                               | Jordi Warlop (BEL)    | AB-5                  |
| Directeur sportif : Iljo Keisse, Wilfried Peeters |                       |                       |

| Team dsm-firmenich PostNL DFP    | Team dsm-firmenich PostNL DFP | Team dsm-firmenich PostNL DFP |
| -------------------------------- | ----------------------------- | ----------------------------- |
| Num                              | Coureur                       | Pos                           |
| 141                              | Oscar Onley (GBR)             | 8e                            |
| 142                              | Tobias Lund Andresen (DEN)    | 127e                          |
| 143                              | Pavel Bittner (CZE)           | 118e                          |
| 144                              | Sean Flynn (GBR)              | 119e                          |
| 145                              | Chris Hamilton (AUS)          | 61e                           |
| 146                              | Gijs Leemreize (NED)          | 44e                           |
| 147                              | Frank van den Broek (NED)     | 29e                           |
| Directeur sportif : Pim Ligthart |                               |                               |

| Team Jayco AlUla JAY                            | Team Jayco AlUla JAY        | Team Jayco AlUla JAY |
| ----------------------------------------------- | --------------------------- | -------------------- |
| Num                                             | Coureur                     | Pos                  |
| 151                                             | Mauro Schmid (SUI)          | 60e                  |
| 152                                             | Hagos Welay Berhe (ETH)     | 80e                  |
| 153                                             | Lawson Craddock (USA)       | AB-5                 |
| 154                                             | Felix Engelhardt (GER)      | 95e                  |
| 155                                             | Anders Foldager (DEN)       | 57e                  |
| 156                                             | Amund Grøndahl Jansen (NOR) | 135e                 |
| 157                                             | Michael Matthews (AUS)      | 72e                  |
| Directeur sportif : Mathew Hayman, Valerio Piva |                             |                      |

| Team Visma \| Lease a Bike TVL             | Team Visma \| Lease a Bike TVL        | Team Visma \| Lease a Bike TVL |
| ------------------------------------------ | ------------------------------------- | ------------------------------ |
| Num                                        | Coureur                               | Pos                            |
| 161                                        | Ben Tulett (GBR)                      | 23e                            |
| 162                                        | Robert Gesink (NED)                   | 67e                            |
| 163                                        | Wilco Kelderman (NED)                 | 9e                             |
| 164                                        | Johannes Staune-Mittet (NOR)          | 26e                            |
| 165                                        | Cian Uijtdebroeks (BEL)               | 35e                            |
| 166                                        | Milan Vader (NED)                     | 47e                            |
| 167                                        | Attila Valter (HUN) (route et chrono) | 27e                            |
| Directeur sportif : Addy Engels, Marc Reef |                                       |                                |

| UAE Team Emirates UAD                                 | UAE Team Emirates UAD       | UAE Team Emirates UAD |
| ----------------------------------------------------- | --------------------------- | --------------------- |
| Num                                                   | Coureur                     | Pos                   |
| 171                                                   | Adam Yates (GBR)            | 1er                   |
| 172                                                   | Filippo Baroncini (ITA)     | 85e                   |
| 173                                                   | Jan Christen (SUI)          | 30e                   |
| 174                                                   | Isaac Del Toro (MEX)        | 13e                   |
| 175                                                   | Finn Fisher-Black (NZL)     | 73e                   |
| 176                                                   | João Almeida (POR) (chrono) | 2e                    |
| 177                                                   | Marc Hirschi (SUI) (route)  | 90e                   |
| Directeur sportif : Fabrizio Guidi, Simone Pedrazzini |                             |                       |

| Israel-Premier Tech IPT                     | Israel-Premier Tech IPT   | Israel-Premier Tech IPT |
| ------------------------------------------- | ------------------------- | ----------------------- |
| Num                                         | Coureur                   | Pos                     |
| 181                                         | Pascal Ackermann (GER)    | 121e                    |
| 182                                         | George Bennett (NZL)      | 17e                     |
| 183                                         | Marco Frigo (ITA)         | 66e                     |
| 184                                         | Matthew Riccitello (USA)  | 5e                      |
| 185                                         | Michael Schwarzmann (GER) | 136e                    |
| 186                                         | Jake Stewart (GBR)        | AB-7                    |
| 187                                         | Stephen Williams (GBR)    | 81e                     |
| Directeur sportif : Steve Bauer, Sam Bewley |                           |                         |

| Lotto Dstny LTD                              | Lotto Dstny LTD        | Lotto Dstny LTD |
| -------------------------------------------- | ---------------------- | --------------- |
| Num                                          | Coureur                | Pos             |
| 191                                          | Arnaud De Lie (BEL)    | 109e            |
| 192                                          | Cédric Beullens (BEL)  | 98e             |
| 193                                          | Jarrad Drizners (AUS)  | 113e            |
| 194                                          | Pascal Eenkhoorn (NED) | NP-6            |
| 195                                          | Jacopo Guarnieri (ITA) | NP-5            |
| 196                                          | Sylvain Moniquet (BEL) | 48e             |
| 197                                          | Maxim Van Gils (BEL)   | 28e             |
| Directeur sportif : Dirk Demol, Marc Wauters |                        |                 |

| Q36.5 Pro Cycling Team Q36                             | Q36.5 Pro Cycling Team Q36  | Q36.5 Pro Cycling Team Q36 |
| ------------------------------------------------------ | --------------------------- | -------------------------- |
| Num                                                    | Coureur                     | Pos                        |
| 201                                                    | Matteo Badilatti (SUI)      | 15e                        |
| 202                                                    | Xabier Mikel Azparren (ESP) | 105e                       |
| 203                                                    | Gianluca Brambilla (ITA)    | 64e                        |
| 204                                                    | Walter Calzoni (ITA)        | 82e                        |
| 205                                                    | David de la Cruz (ESP)      | 14e                        |
| 206                                                    | Damien Howson (AUS)         | 49e                        |
| 207                                                    | Kamil Małecki (POL)         | 92e                        |
| Directeur sportif : Gabriele Missaglia, Alex Sans Vega |                             |                            |

| Team Corratec-Vini Fantini COR                              | Team Corratec-Vini Fantini COR | Team Corratec-Vini Fantini COR |
| ----------------------------------------------------------- | ------------------------------ | ------------------------------ |
| Num                                                         | Coureur                        | Pos                            |
| 211                                                         | Alexandre Balmer (SUI)         | 75e                            |
| 212                                                         | Matteo Amella (ITA)            | 142e                           |
| 213                                                         | Valentin Darbellay (SUI)       | 103e                           |
| 214                                                         | Antoine Debons (SUI)           | 117e                           |
| 215                                                         | Roberto González (PAN)         | 108e                           |
| 216                                                         | Marco Murgano (ITA)            | 141e                           |
| 217                                                         | Jan Stöckli (SUI)              | 128e                           |
| Directeur sportif : Francesco Frassi, Aliaksandr Kuschynski |                                |                                |

| Tudor Pro Cycling Team TUD                           | Tudor Pro Cycling Team TUD  | Tudor Pro Cycling Team TUD |
| ---------------------------------------------------- | --------------------------- | -------------------------- |
| Num                                                  | Coureur                     | Pos                        |
| 221                                                  | Yannis Voisard (SUI)        | NP-7                       |
| 222                                                  | Marco Brenner (GER)         | 19e                        |
| 223                                                  | Marius Mayrhofer (GER)      | 76e                        |
| 224                                                  | Sébastien Reichenbach (SUI) | NP-6                       |
| 225                                                  | Roland Thalmann (SUI)       | 56e                        |
| 226                                                  | Hannes Wilksch (GER)        | 77e                        |
| 227                                                  | Luc Wirtgen (LUX)           | 99e                        |
| Directeur sportif : Sylvain Blanquefort, Bart Leysen |                             |                            |

| Suisse SUI                                            | Suisse SUI        | Suisse SUI |
| ----------------------------------------------------- | ----------------- | ---------- |
| Num                                                   | Coureur           | Pos        |
| 231                                                   | Antoine Aebi      | AB-4       |
| 232                                                   | Elia Blum         | 144e       |
| 233                                                   | Christoph Janssen | 143e       |
| 234                                                   | Luca Jenni        | 125e       |
| 235                                                   | Fabio Püntener    | 83e        |
| 236                                                   | Jan Sommer        | 126e       |
| 237                                                   | Felix Stehli      | 139e       |
| Directeur sportif : Michael Albasini, Tristan Marguet |                   |            |

| Lidl-Trek LTK                                  | Lidl-Trek LTK                   | Lidl-Trek LTK |
| ---------------------------------------------- | ------------------------------- | ------------- |
| Num                                            | Coureur                         | Pos           |
| 1                                              | Mattias Skjelmose (DEN) (route) | 3e            |
| 2                                              | Julien Bernard (FRA)            | 52e           |
| 3                                              | Patrick Konrad (AUT)            | 33e           |
| 4                                              | Bauke Mollema (NED)             | AB-4          |
| 5                                              | Jacopo Mosca (ITA)              | 114e          |
| 6                                              | Thibau Nys (BEL)                | 94e           |
| 7                                              | Sam Oomen (NED)                 | 36e           |
| Directeur sportif : Kim Andersen, Grégory Rast |                                 |               |

| Alpecin-Deceuninck ADC                               | Alpecin-Deceuninck ADC     | Alpecin-Deceuninck ADC |
| ---------------------------------------------------- | -------------------------- | ---------------------- |
| Num                                                  | Coureur                    | Pos                    |
| 11                                                   | Axel Laurance (FRA)        | 107e                   |
| 12                                                   | Nicola Conci (ITA)         | 55e                    |
| 13                                                   | Silvan Dillier (SUI)       | 53e                    |
| 14                                                   | Timo Kielich (BEL)         | NP-4                   |
| 15                                                   | Søren Kragh Andersen (DEN) | 86e                    |
| 16                                                   | Oscar Riesebeek (NED)      | 115e                   |
| 17                                                   | Stan Van Tricht (BEL)      | AB-5                   |
| Directeur sportif : Gianni Meersman, Jens Keukeleire |                            |                        |

| Arkéa-B&B Hotels ARK                             | Arkéa-B&B Hotels ARK     | Arkéa-B&B Hotels ARK |
| ------------------------------------------------ | ------------------------ | -------------------- |
| Num                                              | Coureur                  | Pos                  |
| 21                                               | Arnaud Démare (FRA)      | 130e                 |
| 22                                               | Vincenzo Albanese (ITA)  | 112e                 |
| 23                                               | Anthony Delaplace (FRA)  | 87e                  |
| 24                                               | Raúl García Pierna (ESP) | 45e                  |
| 25                                               | Simon Guglielmi (FRA)    | 68e                  |
| 26                                               | Daniel McLay (GBR)       | 140e                 |
| 27                                               | Kévin Vauquelin (FRA)    | 42e                  |
| Directeur sportif : Arnaud Gérard, Yvon Ledanois |                          |                      |

| Astana Qazaqstan Team AST                         | Astana Qazaqstan Team AST               | Astana Qazaqstan Team AST |
| ------------------------------------------------- | --------------------------------------- | ------------------------- |
| Num                                               | Coureur                                 | Pos                       |
| 31                                                | Mark Cavendish (GBR)                    | 137e                      |
| 32                                                | Samuele Battistella (ITA)               | NP-7                      |
| 33                                                | Cees Bol (NED)                          | 132e                      |
| 34                                                | Harold Martín López (ECU)               | 18e                       |
| 35                                                | Alexey Lutsenko (KAZ) (route et chrono) | 65e                       |
| 36                                                | Michael Mørkøv (DEN)                    | 138e                      |
| 37                                                | Simone Velasco (ITA) (route)            | 111e                      |
| Directeur sportif : Alexandr Shefer, Mark Renshaw |                                         |                           |

| Bora-Hansgrohe BOH                                | Bora-Hansgrohe BOH             | Bora-Hansgrohe BOH |
| ------------------------------------------------- | ------------------------------ | ------------------ |
| Num                                               | Coureur                        | Pos                |
| 41                                                | Emanuel Buchmann (GER) (route) | AB-2               |
| 42                                                | Roger Adrià (ESP)              | 37e                |
| 43                                                | Cesare Benedetti (POL)         | 122e               |
| 45                                                | Sergio Higuita (COL)           | 12e                |
| 46                                                | Jordi Meeus (BEL)              | NP-8               |
| 47                                                | Frederik Wandahl (DEN)         | 78e                |
| 48                                                | Ben Zwiehoff (GER)             | 46e                |
| Directeur sportif : Patxi Vila, Heinrich Haussler |                                |                    |

| Bahrain Victorious TBV                                | Bahrain Victorious TBV      | Bahrain Victorious TBV |
| ----------------------------------------------------- | --------------------------- | ---------------------- |
| Num                                                   | Coureur                     | Pos                    |
| 51                                                    | Damiano Caruso (ITA)        | 71e                    |
| 52                                                    | Fran Miholjević (CRO)       | AB-5                   |
| 53                                                    | Andrea Pasqualon (ITA)      | 110e                   |
| 54                                                    | Finlay Pickering (GBR)      | 20e                    |
| 55                                                    | Wout Poels (NED)            | 16e                    |
| 56                                                    | Johan Price-Pejtersen (DEN) | 129e                   |
| 57                                                    | Torstein Træen (NOR)        | 93e                    |
| Directeur sportif : Roman Kreuziger, Enrico Poitschke |                             |                        |

| Cofidis COF                                           | Cofidis COF         | Cofidis COF |
| ----------------------------------------------------- | ------------------- | ----------- |
| Num                                                   | Coureur             | Pos         |
| 61                                                    | Ion Izagirre (ESP)  | AB-7        |
| 62                                                    | Bryan Coquard (FRA) | NP-8        |
| 63                                                    | Aimé De Gendt (BEL) | 89e         |
| 64                                                    | Jesús Herrada (ESP) | 31e         |
| 65                                                    | Anthony Perez (FRA) | 100e        |
| 66                                                    | Alexis Renard (FRA) | 134e        |
| 67                                                    | Harrison Wood (GBR) | 54e         |
| Directeur sportif : Jimmy Engoulvent, Benjamin Giraud |                     |             |

| Decathlon-AG2R La Mondiale DAT                      | Decathlon-AG2R La Mondiale DAT | Decathlon-AG2R La Mondiale DAT |
| --------------------------------------------------- | ------------------------------ | ------------------------------ |
| Num                                                 | Coureur                        | Pos                            |
| 71                                                  | Felix Gall (AUT)               | 10e                            |
| 72                                                  | Alex Baudin (FRA)              | 58e                            |
| 73                                                  | Stan Dewulf (BEL)              | 96e                            |
| 74                                                  | Paul Lapeira (FRA)             | 41e                            |
| 75                                                  | Valentin Paret-Peintre (FRA)   | 25e                            |
| 76                                                  | Nans Peters (FRA)              | 74e                            |
| 77                                                  | Lawrence Warbasse (USA)        | 59e                            |
| Directeur sportif : Cyril Dessel, José Luis Arrieta |                                |                                |

| EF Education-EasyPost EFE                           | EF Education-EasyPost EFE       | EF Education-EasyPost EFE |
| --------------------------------------------------- | ------------------------------- | ------------------------- |
| Num                                                 | Coureur                         | Pos                       |
| 81                                                  | Richard Carapaz (ECU) (chrono)  | NP-5                      |
| 82                                                  | Alberto Bettiol (ITA)           | NP-5                      |
| 83                                                  | Stefan Bissegger (SUI) (chrono) | 102e                      |
| 84                                                  | Rui Costa (POR)                 | 38e                       |
| 85                                                  | James Shaw (GBR)                | 39e                       |
| 86                                                  | Georg Steinhauser (GER)         | NP-6                      |
| 87                                                  | Marijn van den Berg (NED)       | 88e                       |
| Directeur sportif : Juan Manuel Gárate, Tom Southam |                                 |                           |

| Groupama-FDJ GFC                               | Groupama-FDJ GFC        | Groupama-FDJ GFC |
| ---------------------------------------------- | ----------------------- | ---------------- |
| Num                                            | Coureur                 | Pos              |
| 91                                             | Lenny Martinez (FRA)    | 32e              |
| 92                                             | Sven Erik Bystrøm (NOR) | 97e              |
| 93                                             | Stefan Küng (SUI)       | 63e              |
| 94                                             | Fabian Lienhard (SUI)   | 131e             |
| 95                                             | Rudy Molard (FRA)       | 34e              |
| 96                                             | Reuben Thompson (NZL)   | 62e              |
| 97                                             | Samuel Watson (GBR)     | 120e             |
| Directeur sportif : Yvon Caër, Thierry Bricaud |                         |                  |

| Ineos Grenadiers IGD                                | Ineos Grenadiers IGD               | Ineos Grenadiers IGD |
| --------------------------------------------------- | ---------------------------------- | -------------------- |
| Num                                                 | Coureur                            | Pos                  |
| 101                                                 | Egan Bernal (COL)                  | 4e                   |
| 102                                                 | Ethan Hayter (GBR)                 | 50e                  |
| 103                                                 | Kim Heiduk (GER)                   | 101e                 |
| 104                                                 | Tom Pidcock (GBR)                  | 6e                   |
| 105                                                 | Salvatore Puccio (ITA)             | 116e                 |
| 106                                                 | Brandon Rivera (COL)               | 22e                  |
| 107                                                 | Óscar Rodríguez Garaicoechea (ESP) | 69e                  |
| Directeur sportif : Zakkari Dempster, Imanol Erviti |                                    |                      |

| Intermarché-Wanty IWA                                   | Intermarché-Wanty IWA        | Intermarché-Wanty IWA |
| ------------------------------------------------------- | ---------------------------- | --------------------- |
| Num                                                     | Coureur                      | Pos                   |
| 111                                                     | Lilian Calmejane (FRA)       | AB-5                  |
| 112                                                     | Francesco Busatto (ITA)      | 79e                   |
| 113                                                     | Kevin Colleoni (ITA)         | NP-2                  |
| 114                                                     | Gerben Kuypers (BEL)         |                       |
| 115                                                     | Arne Marit (BEL)             | 133e                  |
| 116                                                     | Simone Petilli (ITA)         | 123e                  |
| 117                                                     | Rein Taaramäe (EST) (chrono) | 43e                   |
| Directeur sportif : Sébastien Demarbaix, Steven De Neef |                              |                       |

| Movistar Team MOV                                         | Movistar Team MOV     | Movistar Team MOV |
| --------------------------------------------------------- | --------------------- | ----------------- |
| Num                                                       | Coureur               | Pos               |
| 121                                                       | Enric Mas (ESP)       | 7e                |
| 122                                                       | Jorge Arcas (ESP)     | 70e               |
| 123                                                       | Johan Jacobs (SUI)    | 104e              |
| 124                                                       | Nélson Oliveira (POR) | 51e               |
| 125                                                       | Nairo Quintana (COL)  | NP-3              |
| 126                                                       | Einer Rubio (COL)     | 24e               |
| 127                                                       | Pelayo Sánchez (ESP)  | 11e               |
| Directeur sportif : Maximilian Sciandri, Jürgen Roelandts |                       |                   |

| Soudal Quick-Step SOQ                             | Soudal Quick-Step SOQ | Soudal Quick-Step SOQ |
| ------------------------------------------------- | --------------------- | --------------------- |
| Num                                               | Coureur               | Pos                   |
| 131                                               | Junior Lecerf (BEL)   | 21e                   |
| 132                                               | Ayco Bastiaens (BEL)  | 124e                  |
| 133                                               | Gil Gelders (BEL)     | 91e                   |
| 134                                               | Yves Lampaert (BEL)   | 106e                  |
| 135                                               | Fausto Masnada (ITA)  | NP-2                  |
| 136                                               | Louis Vervaeke (BEL)  | 40e                   |
| 137                                               | Jordi Warlop (BEL)    | AB-5                  |
| Directeur sportif : Iljo Keisse, Wilfried Peeters |                       |                       |

| Team dsm-firmenich PostNL DFP    | Team dsm-firmenich PostNL DFP | Team dsm-firmenich PostNL DFP |
| -------------------------------- | ----------------------------- | ----------------------------- |
| Num                              | Coureur                       | Pos                           |
| 141                              | Oscar Onley (GBR)             | 8e                            |
| 142                              | Tobias Lund Andresen (DEN)    | 127e                          |
| 143                              | Pavel Bittner (CZE)           | 118e                          |
| 144                              | Sean Flynn (GBR)              | 119e                          |
| 145                              | Chris Hamilton (AUS)          | 61e                           |
| 146                              | Gijs Leemreize (NED)          | 44e                           |
| 147                              | Frank van den Broek (NED)     | 29e                           |
| Directeur sportif : Pim Ligthart |                               |                               |

| Team Jayco AlUla JAY                            | Team Jayco AlUla JAY        | Team Jayco AlUla JAY |
| ----------------------------------------------- | --------------------------- | -------------------- |
| Num                                             | Coureur                     | Pos                  |
| 151                                             | Mauro Schmid (SUI)          | 60e                  |
| 152                                             | Hagos Welay Berhe (ETH)     | 80e                  |
| 153                                             | Lawson Craddock (USA)       | AB-5                 |
| 154                                             | Felix Engelhardt (GER)      | 95e                  |
| 155                                             | Anders Foldager (DEN)       | 57e                  |
| 156                                             | Amund Grøndahl Jansen (NOR) | 135e                 |
| 157                                             | Michael Matthews (AUS)      | 72e                  |
| Directeur sportif : Mathew Hayman, Valerio Piva |                             |                      |

| Team Visma \| Lease a Bike TVL             | Team Visma \| Lease a Bike TVL        | Team Visma \| Lease a Bike TVL |
| ------------------------------------------ | ------------------------------------- | ------------------------------ |
| Num                                        | Coureur                               | Pos                            |
| 161                                        | Ben Tulett (GBR)                      | 23e                            |
| 162                                        | Robert Gesink (NED)                   | 67e                            |
| 163                                        | Wilco Kelderman (NED)                 | 9e                             |
| 164                                        | Johannes Staune-Mittet (NOR)          | 26e                            |
| 165                                        | Cian Uijtdebroeks (BEL)               | 35e                            |
| 166                                        | Milan Vader (NED)                     | 47e                            |
| 167                                        | Attila Valter (HUN) (route et chrono) | 27e                            |
| Directeur sportif : Addy Engels, Marc Reef |                                       |                                |

| UAE Team Emirates UAD                                 | UAE Team Emirates UAD       | UAE Team Emirates UAD |
| ----------------------------------------------------- | --------------------------- | --------------------- |
| Num                                                   | Coureur                     | Pos                   |
| 171                                                   | Adam Yates (GBR)            | 1er                   |
| 172                                                   | Filippo Baroncini (ITA)     | 85e                   |
| 173                                                   | Jan Christen (SUI)          | 30e                   |
| 174                                                   | Isaac Del Toro (MEX)        | 13e                   |
| 175                                                   | Finn Fisher-Black (NZL)     | 73e                   |
| 176                                                   | João Almeida (POR) (chrono) | 2e                    |
| 177                                                   | Marc Hirschi (SUI) (route)  | 90e                   |
| Directeur sportif : Fabrizio Guidi, Simone Pedrazzini |                             |                       |

| Israel-Premier Tech IPT                     | Israel-Premier Tech IPT   | Israel-Premier Tech IPT |
| ------------------------------------------- | ------------------------- | ----------------------- |
| Num                                         | Coureur                   | Pos                     |
| 181                                         | Pascal Ackermann (GER)    | 121e                    |
| 182                                         | George Bennett (NZL)      | 17e                     |
| 183                                         | Marco Frigo (ITA)         | 66e                     |
| 184                                         | Matthew Riccitello (USA)  | 5e                      |
| 185                                         | Michael Schwarzmann (GER) | 136e                    |
| 186                                         | Jake Stewart (GBR)        | AB-7                    |
| 187                                         | Stephen Williams (GBR)    | 81e                     |
| Directeur sportif : Steve Bauer, Sam Bewley |                           |                         |

| Lotto Dstny LTD                              | Lotto Dstny LTD        | Lotto Dstny LTD |
| -------------------------------------------- | ---------------------- | --------------- |
| Num                                          | Coureur                | Pos             |
| 191                                          | Arnaud De Lie (BEL)    | 109e            |
| 192                                          | Cédric Beullens (BEL)  | 98e             |
| 193                                          | Jarrad Drizners (AUS)  | 113e            |
| 194                                          | Pascal Eenkhoorn (NED) | NP-6            |
| 195                                          | Jacopo Guarnieri (ITA) | NP-5            |
| 196                                          | Sylvain Moniquet (BEL) | 48e             |
| 197                                          | Maxim Van Gils (BEL)   | 28e             |
| Directeur sportif : Dirk Demol, Marc Wauters |                        |                 |

| Q36.5 Pro Cycling Team Q36                             | Q36.5 Pro Cycling Team Q36  | Q36.5 Pro Cycling Team Q36 |
| ------------------------------------------------------ | --------------------------- | -------------------------- |
| Num                                                    | Coureur                     | Pos                        |
| 201                                                    | Matteo Badilatti (SUI)      | 15e                        |
| 202                                                    | Xabier Mikel Azparren (ESP) | 105e                       |
| 203                                                    | Gianluca Brambilla (ITA)    | 64e                        |
| 204                                                    | Walter Calzoni (ITA)        | 82e                        |
| 205                                                    | David de la Cruz (ESP)      | 14e                        |
| 206                                                    | Damien Howson (AUS)         | 49e                        |
| 207                                                    | Kamil Małecki (POL)         | 92e                        |
| Directeur sportif : Gabriele Missaglia, Alex Sans Vega |                             |                            |

| Team Corratec-Vini Fantini COR                              | Team Corratec-Vini Fantini COR | Team Corratec-Vini Fantini COR |
| ----------------------------------------------------------- | ------------------------------ | ------------------------------ |
| Num                                                         | Coureur                        | Pos                            |
| 211                                                         | Alexandre Balmer (SUI)         | 75e                            |
| 212                                                         | Matteo Amella (ITA)            | 142e                           |
| 213                                                         | Valentin Darbellay (SUI)       | 103e                           |
| 214                                                         | Antoine Debons (SUI)           | 117e                           |
| 215                                                         | Roberto González (PAN)         | 108e                           |
| 216                                                         | Marco Murgano (ITA)            | 141e                           |
| 217                                                         | Jan Stöckli (SUI)              | 128e                           |
| Directeur sportif : Francesco Frassi, Aliaksandr Kuschynski |                                |                                |

| Tudor Pro Cycling Team TUD                           | Tudor Pro Cycling Team TUD  | Tudor Pro Cycling Team TUD |
| ---------------------------------------------------- | --------------------------- | -------------------------- |
| Num                                                  | Coureur                     | Pos                        |
| 221                                                  | Yannis Voisard (SUI)        | NP-7                       |
| 222                                                  | Marco Brenner (GER)         | 19e                        |
| 223                                                  | Marius Mayrhofer (GER)      | 76e                        |
| 224                                                  | Sébastien Reichenbach (SUI) | NP-6                       |
| 225                                                  | Roland Thalmann (SUI)       | 56e                        |
| 226                                                  | Hannes Wilksch (GER)        | 77e                        |
| 227                                                  | Luc Wirtgen (LUX)           | 99e                        |
| Directeur sportif : Sylvain Blanquefort, Bart Leysen |                             |                            |

| Suisse SUI                                            | Suisse SUI        | Suisse SUI |
| ----------------------------------------------------- | ----------------- | ---------- |
| Num                                                   | Coureur           | Pos        |
| 231                                                   | Antoine Aebi      | AB-4       |
| 232                                                   | Elia Blum         | 144e       |
| 233                                                   | Christoph Janssen | 143e       |
| 234                                                   | Luca Jenni        | 125e       |
| 235                                                   | Fabio Püntener    | 83e        |
| 236                                                   | Jan Sommer        | 126e       |
| 237                                                   | Felix Stehli      | 139e       |
| Directeur sportif : Michael Albasini, Tristan Marguet |                   |            |